# Битва под Витебском
Битва под Витебском — одно из сражений русско-польской войны 1654—1667. Произошло в июне 1664 года в окрестностях Витебска, на реке Лучосе. Новгородский полк князя Ивана Хованского потерпел поражение от литовской армии гетмана Михаила Паца, выполнив, однако, основную задачу — оттянуть на себя армию Паца и не допустить помощи армии короля Яна II Казимира.

## Предыстория
В ноябре 1663 года король Ян II Казимир и правобережный гетман Павел Тетеря с 60 000 армией начали крупномасштабный Московский поход. В декабре литовское войско Михаила Паца, убедившись в невозможности взять Смоленск, выдвинулось в Северскую землю на соединение с войском короля. 27 декабря 1663, узнав о выступлении армии Паца, новгородский воевода, князь Иван Хованский предложил царю Алексею Михайловичу совершить силами своего полка рейд по землям Великого княжества Литовского от Белой через Поречье, Толочин, Черею, Долгинов или Докшицы до Мяделя или Глубокого и далее до Жмуди, «и те места воевать, и итить без мешкоты, нигде не стоять». Узнав о войне в своих землях, Пац будет вынужден уйти с Украины обратно, и действующим там войскам «от них будет свобода: бес крови те люди будут выручаны».
Однако выступить удалось только в начале 1664 года. Задержка была связана с низкой явкой дворян на службу и большим количеством «нетчиков». Ещё 26 октября 1663 князь писал царю, что в наличной численности в полку только 533 человека, а «ратные люди из Твери к нему не бывали, а новгородцы неближних пятин без московские высылки и долго не будут».

## Литовский поход 1664
Войдя в Литву, войска Хованского «выжгли и высекли» Дубровну, Оршу, Черею, Толочин, «жгли до самого Борисова» и с 16 февраля до 27 марта 1664 разбили в трёх боях несколько литовских полков.
После этого Хованский собрал полк под Витебском, где войска кормились за счёт подвоза продовольствия и «сбора кормов» на месте до лета. К этому времени Пац, который ещё 7 марта выдвинулся от Стародуба к Могилёву, выступил на Хованского. Первое столкновение произошло 5 июня 1664.
6 июня 1664 развернулись бои на реке Лучосе. В ходе боев Хованским было захвачено Гетманское знамя Михаила Паца. Но после отбитой атаки на обоз Паца, когда русскую конницу, атаковавшую без поддержки пехоты, опрокинули, многие всадники Хованского не отошли в лагерь, а разъехались с поля боя по домам (так, например, новгородские казаки бежали в  Новгород). Сильно поредевшие от дезертирства полки Хованского, у которого осталась почти одна пехота, были разбиты войском Паца, князь с трудом прорвался «обозом» в Витебск, где ему помог витебский гарнизон.

## Последствия
Поход Хованского негативным образом сказался на положении армии короля Яна II Казимира, помочь которому Пац не смог. Преследуемая русскими войсками, польская армия посреди лютой зимы начала тяжёлое отступление после неудачной осады Глухова. «Отступление это длилось две недели, и мы думали, что погибнем все. Сам король спасся с большим трудом. Наступил такой большой голод, что в течение двух дней я видел, как не было хлеба на столе у короля. Было потеряно 40 тысяч коней, вся кавалерия и весь обоз, и без преувеличения три четверти армии. В истории истекших веков нет ничего, что можно было бы сравнить с состоянием такого разгрома», вспоминал герцог Грамон.
Поражение под Витебском вызвало изменение командования Новгородским полком. Вместо князя Якова Черкасского главным воеводой назначался князь Юрий Долгоруков. Хованского, которому было бы «невместно оказаться у князя Юрья в товарищах», отозвали в Москву. К концу 1664 года проявилась неспособность нового воеводы управлять строптивым Новгородским полком, в котором дворяне могли просто отказаться выступить на службу. Князь Иван Андреевич Хованский был возвращён в Новгородский полк в должности полкового воеводы. Князь восстановил контроль над полком и возобновил активные действия в Литве.